# Slobozia (gmina Deleni)
Slobozia – wieś w Rumunii, w okręgu Jassy, w gminie Deleni. W 2011 roku liczyła 1206 mieszkańców.